# Les Essarts, Vendée
Les Essarts là một xã trong vùng hành chính Pays de la Loire, thuộc tỉnh Vendée, quận La Roche-sur-Yon, tổng Essarts. Tọa độ địa lý của xã là 46° 46' vĩ độ bắc, 01° 13' kinh độ đông. Les Essarts nằm trên độ cao trung bình là 100 mét trên mực nước biển, có điểm thấp nhất là 55 mét và điểm cao nhất là 116 mét. Xã có diện tích 56,24 km², dân số vào thời điểm 1999 là 4186 người; mật độ dân số là 74 người/km².

## Thông tin nhân khẩu
| 1962  | 1968  | 1975  | 1982  | 1990  | 1999  |
| ----- | ----- | ----- | ----- | ----- | ----- |
| 2.801 | 3.071 | 3.359 | 3.631 | 3.907 | 4.186 |

## Địa điểm tham quan
- Château des Essarts (Lâu đài Essarts)
- Nhà thờ St-Pierre d'Essarts